# Michele Cadei
Michele Cadei (Trescore Balneario, 5 febbraio 1974) è un pilota motonautico e dirigente sportivo italiano.
È vincitore di otto titoli italiani, di due titoli internazionali, per tre volte vice campione mondiale e per cinque volte vice campione d'Europa; nonché premiato con 7 medaglie di bronzo al valore atletico del CONI. È presidente del Comitato regionale Lombardo della Federazione Motonautica Italiana. È membro della commissione Cultura e Sport del CONI Lombardia per il quadriennio olimpico 2021-2024.

## Biografia
Inizia a gareggiare in Motonautica agonistica nel 2009. Nel corso degli anni scala le diverse categorie dalla F3 alla F2 fino a competere nella categoria F1, la più blasonata. Si allena con il Jet-Fly Team Bergamo sotto la guida del personal trainer Valentino Domenighini dapprima sul lago di Garda e al laghetto di Castelletto di Branduzzo (PV) quindi, dal 2021, al laghetto Treviza a Treviglio (BG) sede della "CAD Academy Aquabike", la prima scuola di motonautica di Lombardia da lui fondata che nel 2022 viene ribattezzata Moto d'Acqua Italiae della cui squadra Cadei è il primo pilota ufficiale. Michele Cadei guida una Yamaha FX 1800 Turbo in livrea total black con inserti blu e gareggia con il numero 5. Dal 2024, durante il Campionato Mondiale in Indonesia, guida una Kawasaki in livrea nera e lime. Nel 2010, per due volte nel 2013, ma anche nel 2014, 2015, 2019 e nel 2021 ha vinto la medaglia di bronzo al valore atletico del CONI.

## Gare e titoli
2009
Esordio agonistico nella competizione King of Diga a Sottomarina di Chioggia (VE) dove si classifica primo nella categoria “Amatori” e conquista il nono posto assoluto.
2010
Si aggiudica il titolo italiano nella categoria Endurance F3.
2011
Conquista l’argento, categoria Aquabike (e quarto posto in assoluto), nella 68ª edizione dello storico Raid Pavia-Venezia, considerata la “Dakar” dell’acqua con i suoi oltre 400 km di percorso.
2013
Si aggiudica il campionato italiano Endurance tanto nella categoria F2 E Runabout che nella categoria F2 E Raid.
2014
Conquista il titolo italiano nella categoria F1 Endurance Runabout e si classifica secondo nella categoria F1 E Raid.
Conquista il titolo internazionale a Spalato, Croazia, nella categoria F1.
2015
Primo classificato nel Trofeo Fim categoria F1 E Runabout.
2016
Vicecampione italiano di Moto d’Acqua Endurance categoria Unica.
2017
Si classifica secondo nel Campionato Europeo nella categoria Run GP2 UIM Endurance e terzo nella categoria Run GP1 UIM Endurance.
2018
Si laurea vicecampione Europeo di Moto d’Acqua nella categoria Run GP2 UIM Endurance. Nello stesso anno è secondo classificato nel Campionato italiano Endurance F1. È vice campione del mondo di Jet Raid nel World Raid Championship nella categoria F2.
2019
Vincitore del titolo di campione italiano nella categoria Endurance categoria Unica. Secondo classificato nel Campionato Europeo nella categoria RUN GP1 CE UIM Endurance Veteran e terzo, sempre nel campionato europeo, nella categoria RUN GP1 CE UIM Endurance. Conquista il titolo di vicecampione del mondo di Jet Raid nel World Raid Championship nella categoria F2.
2020
Conquista la medaglia d’argento, nella categoria MS (Manifacture stock- moto originali di fabbrica) nel “World Longest Continuous Race” Mark Hahn 300 miglia che si è svolta a Lake Havasu in Arizona in coppia con il francese Nicolas Chamand delle Isole Riunite. Il 25 ottobre si aggiudica il Trofeo Aquabike nella categoria regina GP1 della 71ª Centomiglia del Lario, storica competizione che ha visto la presenza in gara, per la prima volta dopo molti anni, delle moto d'acqua Endurance per il Trofeo FIM intitolato al pilota scomparso Cesare Vismara.
2021
Conquista il titolo di campione italiano nella categoria F1 Endurance. Si aggiudica il terzo posto nella 69ª edizione del Raid Motonautico internazionale "Pavia-Venezia".
2022
Conquista il titolo di campione italiano nella categoria F4 Veteran e si aggiudica il secondo posto nel campionato italiano F1 Endurance Runabout. All'International Race UIM Alpe Adria 2022 si aggiudica il titolo internazionale nella categoria F1 Endurance Open e la seconda posizione nella categoria Runabout GP4.
2024
Conquista il titolo di vice campione europeo al Campionato Europeo Aquabike UIM-ABP di Vichy in Francia nella gara a prova unica GP2 Endurance.

## Palmarès
| Anno | Campionato italiano                                                         | Campionato europeo                                                                          | Campionato mondiale                                                              | Altre competizioni                                                               |
| ---- | --------------------------------------------------------------------------- | ------------------------------------------------------------------------------------------- | -------------------------------------------------------------------------------- | -------------------------------------------------------------------------------- |
| 2009 |                                                                             |                                                                                             |                                                                                  | 1º classificato: "King of Diga" categoria Amatori                                |
| 2010 | 1º Classificato: ENDURANCE F3                                               |                                                                                             |                                                                                  |                                                                                  |
| 2011 |                                                                             |                                                                                             |                                                                                  | Argento nel Raid "Pavia-Venezia" Aquabike                                        |
| 2013 | 1º Classificato: F2 E RUNABOUT 1º Classificato: F2 E JET RAID               |                                                                                             |                                                                                  |                                                                                  |
| 2014 | 1º Classificato: F1 E RUNABOUT 2º Classificato: F1 E RAID                   | 1 Classificato: Trofeo internazionale Spalato, Croazia, Categoria F1 UIM                    |                                                                                  |                                                                                  |
| 2015 | 1º Classificato: F1 E ENDURANCE RUNABOUT                                    |                                                                                             |                                                                                  |                                                                                  |
| 2016 | 2º Classificato: F1 ENDURANCE categoria unica                               |                                                                                             |                                                                                  |                                                                                  |
| 2017 |                                                                             | 2º Classificato: RUN GP2 UIM ENDURANCE 3º Classificato: RUN GP1 UIM ENDURANCE               |                                                                                  |                                                                                  |
| 2018 | 2º Classificato: F1 ENDURANCE                                               | 2º Classificato: RUN GP2 UIM ENDURANCE                                                      | Medaglia d'argento di Jet Raid al World Raid Championship Categoria F2           |                                                                                  |
| 2019 | 1º Classificato: F1 ENDURANCE                                               | 2º Classificato: RUN GP1 CE UIM ENDURANCE VETERAN 3º Classificato: RUN GP1 CE UIM ENDURANCE | Medaglia d'argento di Jet Raid al World Raid Championship Categoria F2           |                                                                                  |
| 2020 |                                                                             |                                                                                             | Medaglia d’argento al Mark Hahn 300 di Lake Havasu (Arizona, USA) – categoria MS | 1º Classificato Trofeo Aquabike della 71ª "Centomiglia del Lario", categoria GP1 |
| 2021 | 1º Classificato: F1 ENDURANCE                                               |                                                                                             |                                                                                  | Bronzo nel Raid "Pavia-Venezia" Aquabike                                         |
| 2022 | 1º Classificato: RUNABOUT F4 VETERAN 2º Classificato: F1 ENDURANCE RUNABOUT | 1º Classificato: F1 ENDURANCE OPEN 2º Classificato: RUNABOUT GP4                            |                                                                                  |                                                                                  |
| 2024 |                                                                             | 2°Classificato: RUN GP2 UIM ENDURANCE                                                       |                                                                                  |                                                                                  |

## Dirigente sportivo
Dal 2022 è presidente del Comitato regionale lombardo della Federazione Italiana Motonautica.
Nello stesso anno è nominato membro della commissione "Cultura e Sport" del CONI Lombardia per il quadriennio olimpico 2021-2024.
Dal novembre 2024 è assistente parlamentare sul territorio della deputata al Parlamento Europeo Lara Magoni della commissione CULT (cultura e istruzione).
Michele Cadei è fiduciario CONI del delegato provinciale di Bergamo Lara Magoni.

## Hydrofly
Nel 2014 Michele Cadei dà vita al team Jet Fly Acquabike Bergamo Archiviato il 19 settembre 2020 in Internet Archive. che è la squadra che riunisce piloti italiani al servizio di un nuovo sport, l’Hydrofly, di cui Michele Cadei diviene ambasciatore.
Per la Federazione Italiana Motonautica si tratta di «una attività acquatica che permette di utilizzare la propulsione prodotta da una moto d’acqua in combinazione con un apparato jet, collegato da un tubo in grado di fornire la pressione necessaria al sostenimento idrodinamico, su cui sono fissate delle scarpette da wake board che, calzate dall’utilizzatore, gli permettono di volare sopra l’acqua ed immergersi esibendosi in figure acrobatiche in condizioni di sicurezza».
Nel 2015 Michele Cadei viene designato referente tecnico, con il compito di promuovere e sviluppare la nuova disciplina sportiva, dal Consiglio Federale della Federazione Motonautica che istituisce il primo Campionato Italiano Hydrofly 2016.
Nel 2016 Michele Cadei compare come pilota di Hydrofly sulla copertina del Calendario della Federazione italiana Motonautica.
Sempre nel 2016 si esibisce in tale disciplina all’Idroscalo di Milano durante la finale dell’Isola dei Famosi.

## Il legame con Bergamo e le iniziative benefiche ai tempi dell’epidemia di Covid-19
Michele Cadei ha convertito, durante i mesi della pandemia di Covid-19 che si è abbattuta con particolare virulenza sulla sua città, Bergamo, la sua azienda Cadei S.r.l, che opera nel settore dell’Automotive, in un centro di sanificazione gratuita mediante l’ozono per i mezzi pubblici e privati utilizzati dalla Protezione Civile, dalle Forze dell’Ordine, dall’Esercito e dal personale sanitario. Tra i beneficiari dell’iniziativa di solidarietà, vi sono stati anche quei mezzi dell’Esercito Italiano che hanno trasportato i feretri dei defunti bergamaschi per la cremazione in altre città e le cui immagini, trasmesse dalle televisioni di tutto il pianeta, hanno stretto la città di Bergamo in un abbraccio corale.
Il campione ha voluto esprimere il particolare attaccamento alla sua città sofferente durante la tappa del campionato europeo Alpe Adria che si è svolta a Zagabria nel giugno 2020 indossando sul podio (1º classificato) la maglietta con la scritta in dialetto bergamasco «Berghem mola mia» [Bergamo non molla, ndr].

## Istruttore Federale e la fondazione della prima scuola di motonautica in Lombardia
Michele Cadei è istruttore federale regionale della Federazione Italiana Motonautica e dal maggio 2022 è tecnico soccorritore.
Nel 2021 fonda e inaugura la "CAD Academy Aquabike", la prima scuola di motonautica in Lombardia - rivolta anche a bambini e diversamente abili - con sede a Treviglio (BG) nel laghetto Treviza, che nel 2022 viene ribattezzata "Moto d'Acqua Italia". Sempre nel 2022 Moto d'acqua Italia diventa capofila per la Regione Lombardia del Progetto Hemingway dedicato agli Over 65 e ceti fragili. Tra le iniziative intraprese all'interno di tale progetto si segnala la sensibilizzazione al mondo della motonautica all'interno di 11 case di riposo della bergamasca. 
Nel luglio 2022 Michele Cadei con Moto d'Acqua Italia ha organizzato al laghetto Treviza a Treviglio (BG), in collaborazione con il CONI e la Federazione Italiana Motonautica, le gare rivolte ai ragazzi dai 12 ai 14 anni e dai 15 ai 18 anni che hanno decretato i campioni regionali in vista della finale nazionale che si è svolta nel settembre dello stesso anno in Toscana.

## Vita Privata
Quella di Michele Cadei è una famiglia interamente legata alla disciplina sportiva della moto d'acqua.
Michele è sposato con la campionessa italiana femminile di moto d'acqua Sonia Carrara con la quale, nel dicembre del 2024, ha dato alla luce Mia. Dalla prima unione sono nate le due figlie Nicole (2008) e Chloé (2013). Nel luglio del 2020 Nicole ha debuttato nel Campionato italiano ed europeo nella categoria Juniores (12-14 anni). Nel 2024 Nicole Cadei ha conquistato il titolo di Campionessa italiana nella categoria GP4 Novice. Sempre nel 2024 Nicole Cadei si è aggiudicata il bronzo al Campionato Mondiale nella categoria Runabout GP4 Ladies che si è svolto nelle acque di Olbia. A Montecarlo Nicole Cadei ha ricevuto il riconoscimento di miglior pilota junior al mondo nella stagione 2024 dalla UIM.
Nel 2012 un grave infortunio rischia di compromettere la carriera agonistica di Michele Cadei. Si riprende grazie alle sedute di ozonoterapia sotto la guida del professor Mariano Franzini, pioniere dell’ozonoterapia, con il quale torna a collaborare nel 2020, durante l’epidemia di Covid-19.
Nel 2017 riceve il Premio Maresciallo Luigi D'Andrea patrocinato dal Senato della Repubblica, dal Ministero dell'Interno, dal Comune e dalla Provincia di Bergamo per meriti civili avendo salvato la vita di un uomo grazie al suo pronto soccorso.
Nel 2020 la sua avventura professionale e sportiva diventa oggetto della sua stessa tesi di laurea in Economia e Commercio che ha come titolo: “Comunicare sport e impresa: il caso Cadei”.
Nel 2021 Michele Cadei è nominato "volontario onorario UNICEF" per meriti sportivi con la cui pettorina sale sul podio al termine delle gare disputate.
La passione per la moto d’acqua è spesso sottolineata da Michele Cadei durante le interviste anche in chiave di sensibilizzazione dei giovani verso questo sport e gli ideali della disciplina sportiva:  «Quello della moto d’acqua è un vero e proprio stile di vita, che comporta diversi sacrifici in termini di organizzazione, allenamenti fisici, lucidità mentale, sostegno finanziario, ma che è in grado di regalarti molte soddisfazioni e riconoscimenti ed è in grado di appassionare sia grandi che giovani piloti».